# 趙寧夏
趙 寧夏（チョ・ヨンハ、朝: 조영하 1845年 - 1884年12月5日）は、李氏朝鮮の政治家。本貫は豊壌趙氏。字は箕三、号は惠人。神貞王后の甥にあたる。

## 人物
1863年に科挙の文科に及第、1671年に従二品に昇進、大院君政権下で都承旨、吏曹参判などを歴任し、閔氏政権下では禁衛大将、武衛都統使、訓練大将など歴任した。1876年に正二品、1879年に従一品、1883年に正一品と順調に昇進を重ね、礼曹・吏曹・戸曹の各判書、議政府有司堂上を歴任し、開化政策の当事者として経理統理機務衙門事、督弁（主席）交渉通商事務、督弁（主席）軍国事務などを務めた。朋党政治においては老論派に属した。
1882年の壬午軍乱では、陳奏使として2度にわたって清に赴き、外交の調整にあたったが、1884年に甲申事変で閔台鎬らとともに、独立派の金玉均らによって殺害された。